# Listă de scriitori irlandezi
Aceasta este o listă de scriitori irlandezi.

## B
- Kevin Barry
- Samuel Beckett
- Brendan Behan
- Dominic Behan
- Elizabeth Bowen
- John Boyne

## C
- Eoin Colfer

## D
- Roddy Doyle

## F
- Tana French

## G
- Oliver Goldsmith

## J
- James Joyce

## K
- Conor Kostick

## M
- Patrick McCabe
- Colum McCann

## O
- Edna O'Brien
- Frank O'Connor
- Seán O'Faoláin
- Liam O'Flaherty
- Brian O'Nolan

## R
- Amanda McKittrick Ros

## S
- Laurence Sterne
- Bram Stoker
- Jonathan Swift

## W
- Oscar Wilde